# حادثة إطلاق نار تشابل هيل 2015
حادثة إطلاق نار تشابل هيل 2015 حدثت في 10 فبراير 2015 وراح ضحيتها 3 طلاب مسلمين  بعد اقتحام منزلهم ، وهم ضياء شادي بركات (23 عاماً) وزوجته يسر محمد أبو صالحة (21 عاماً) وشقيقتها رزان محمد أبو صالحة (19 عاماً) ، وعثر على جثامين القتلى في شقتهم في أحد المجمعات السكنية الخاصة في تشابل هيل بولاية كارولاينا الشمالية وعليها طلقات في الرأس، ووجهت للمشتبه فيه كريك سيتفن هيكس (46 عاماَ) الذي سلم نفسه إلى الشرطة  تهمة القتل العمد ، وقالت الشرطة أن تحقيقها الأولي يشير إلى أن دافع الجريمة نزاع مستمر بين جيران بشأن موقف للسيارات ، ولكن التكهنات قد أشارت إلى أن الجريمة قد يكون لها علاقة بديانة القتلى ، فهيكس كان قد نشر رسائل مناهضة للدين على مواقع التواصل الاجتماعي  ووضع صورة لمسدس من عيار 38 ميليمتراً على صفحته على موقع فيسبوك قائلاً أن المسدس محشو وخاص به.
شبه النشطاء الجريمة بالهجوم على صحيفة شارلي إبدو بفرنسا ، وطالبوا الرئيس الأمريكي باراك أوباما بإدانة الجريمة.

## إطلاق نار
في العاشر من شباط/فبراير في حوالي 05:15 م، استجابت الشرطة لبلاغ عن إطلاق نار قرب جامعة كارولاينا الشمالية في تشابل هيل. ووجدوا ثلاثة أشخاص قد لقوا مصرعهم.

## الضحايا
ثلاثة طلاب جامعيين مسلمين، زوجان وقريبتهما:
- ضياء شادي بركات (23 عاما) هو طالب في السنة ثانية بكلية طب الأسنان، من أصل (فلسطيني - سوري).[13][14][15][16]
- يسر محمد أبو صالحة (21 عاما) كانت تعتزم بدء دراستها في الاختصاص نفسه في الخريف من أصل (فلسطيني - أردني).[13][15][17][18]
- رزان محمد أبو صالحة (19 عاما) طالبة في جامعة كارولاينا الشمالية (فلسطيني - أردني).[13][15][17][18][19]

## المٌنفذ
سلم المسلح نفسه إلى الشرطة. وقالت شرطة تشابل هيل في بيان انها تستجوب الجاني عن سبب ارتكابه الجريمة «و تعتقد أنه لا يوجد تهديد مستمر للجمهور». اعتقل كريغ ستيفن هيكس (46 عاما) من تشابل هيل، ووجهت إليه ثلاث تهم بالقتل من الدرجة الأولى. وهو محتجز في سجن مقاطعة دورهام، وفقا لبيان صحفي. ولم يتسن على الفور الوصول لمعلومات أخرى. ، وقد صدر، سنة 2019، في حق الجاني ثلاث أحكام  بالسجن المؤبد.

## ردود الفعل
المأساة لم تمر بهدوء على موقع «تويتر» للتواصل الاجتماعي حيث انتشر «هاشتاق» #ChapelHillShooting يندد بالصمت الإعلامي حول هذه الجريمة، حصد حوالي 100 ألف تغريدة، حسب موقع «رو 89» الفرنسي الذي أضاف أن عددا كبيرا من التغريدات أعاد ضعف التغطية الإعلامية للحادثة إلى كون الضحايا الثلاث من المسلمين، كما تساءل البعض، هل سيطلب من العلمانيين أو المسيحيين إدانة هذا العمل كما طلب البعض من المسلمين عقب اعتداءات «شارلي إيبدو» الإرهابية.

### رجب طيب أردوغان
استنكر الرئيس التركي رجب طيب أردوغان صمت الإدارة الأمريكية خصوصاً الرئيس الأمريكي باراك أوباما ونائبه جوزيف بايدن ووزير خارجيته جون كيري مضيفاً  :

### باراك أوباما
علق الرئيس الأمريكي باراك أوباما في 13 فبراير على الحادثة قائلاً: